# Egamnazar Akbarov
Egamnazar Akbarov (Taskent, URSS, 18 de julio de 1976) es un deportista uzbeko que compitió en judo. Ganó una medalla en los Juegos Asiáticos de 2002, y tres medallas en el Campeonato Asiático de Judo entre los años 1999 y 2007.

## Palmarés internacional
| Juegos Asiáticos    | Juegos Asiáticos      | Juegos Asiáticos  | Juegos Asiáticos |
| Año                 | Lugar                 | Medalla           | Categoría        |
| ------------------- | --------------------- | ----------------- | ---------------- |
| 2002                | Busan (Corea del Sur) | Medalla de bronce | –73 kg           |
| Campeonato Asiático |                       |                   |                  |
| Año                 | Lugar                 | Medalla           | Categoría        |
| 1999                | Wenzhou (China)       | Medalla de bronce | –73 kg           |
| 2004                | Almatý ( Kazajistán)  | Medalla de bronce | –73 kg           |
| 2007                | Kuwait (Kuwait)       | Medalla de bronce | –81 kg           |